# 精密國際AX308狙擊步槍
精密國際AX308（英語：Accuracy International AX308）是一款由英国槍械製造商精密國際所研製和生產的遠距離、7.62毫米口徑重型狙击步枪，為精密國際AX狙擊步槍系列的槍械之一，在2010年1月位於美国内华达州拉斯維加斯舉辦的SHOT Show（美國著名槍展）上首次推出。該槍以精密國際AWSM為藍本作出重大改良的衍生型之一，研發目的是精密國際為了參與2009年1月15日由美国特種作戰司令部（英語：USSOCOM）發出的一項名為精密狙擊步槍（簡稱：PSR）的合同並作為其中一個.338口徑狙擊平台所驅使，同時精密國際也希望以新型號精密國際AXMC替換舊有的精密國際AW系列狙擊步槍並且與其他槍械製造商全新研製或既有型號的改進型進行競標。該步槍發射北約7.62×51毫米/.308溫徹斯特口徑彈藥，另有.338拉普麥格農口徑版本的AX338以及.50 BMG口徑版本的AX50；其使用的各個零部件都有其特定的尺寸，它們都不能夠與AW步槍系列的任何零部件作互換使用（就算是相同口徑都不能）。

## 設計細節
和精密國際AX338一樣，與精密國際AW相比，精密國際AX308的旋转后拉式枪机顯得更長和更寬，彈匣內部空間的長度也加長，可以讓任何在國際常設槍械測試委員會的最大容許總長度71.12毫米（2.80英吋）以內未損毀的7.62×51毫米北約／.308溫徹斯特子彈裝填於裡面。
精密國際AX308的槍機體直径為20毫米（0.79英吋），而槍機主體、槍機頭、閉鎖環和槍管卡榫都被明顯地構建成更大強度以及更能夠承受更高的膛壓和溫度。AX338配備了一根長20英吋（508毫米）的.308英吋（7.62毫米）口徑自由浮動式比賽等級縱向長型凹槽槍管作為其標準槍管，這樣既能夠減輕重量也增加了剛性，而且提高了散熱效率；而自由浮動式槍管的設計令其除了與機匣連接外，與整個前托都不接觸。其槍口裝置除了具備制退功能以外，其前端的螺紋更可讓其裝上專用的短管鋁製戰術消聲器以減少射擊時所產生的噪声、火光和後座力的程度。其他的槍管長度、口徑和膛線纏距亦可供用戶作為選項。AX308採用新型10發可拆卸式雙排不鏽鋼製彈匣供彈，同時裝有經改良的彈匣插座。這新型钢製彈匣不能裝上AW的彈匣插座，而AW的5發彈匣亦不能裝上AX308的彈匣插座。其餘的設計細節都與精密國際AX338相同。

## 衍生型

### 精密國際AX338
精密國際AX338（英語：Accuracy International AX 338）是精密國際AX308的.338拉普麥格農口徑版本，使用一個較大的長槍機，槍機體直径為22毫米（0.87英吋）。

### 精密國際AX50
精密國際AX50（英語：Accuracy International AX 50）是精密國際AX338的12.7×99毫米北約口徑（.50 BMG）版本，使用一個更大的廷長槍機，槍機體直径為30毫米（1.18英吋）。

### 精密國際AT
精密國際AT（英語：Accuracy International Accuracy Tactical）是AX系列的廉價警用型版本。

## 使用者
- 比利时
- 德国
- 香港
  - 香港警務處特別任務連：於2010年代早期採購，使用AICS-AX 2.0槍托版。[7]
- 印度尼西亞
- 牙买加
- 立陶宛
- 马来西亚
- 荷蘭
- 沙烏地阿拉伯
- 乌克兰：2022年俄羅斯入侵烏克蘭期間由荷蘭供應50枝。

## 資料來源
1. ↑  .   [2012-01-02]. （原始内容存档于2009-07-04）.
2. ↑  .   [2012-01-02]. （原始内容存档于2012-03-09）.
3. ↑  .   [2010-05-23]. （原始内容存档于2010-07-29）.
4. ↑   (PDF).   [2011-11-05]. （原始内容 (PDF)存档于2012-04-24）.
5. ↑   (PDF).   [2012-01-02]. （原始内容 (PDF)存档于2011-08-13）.
6. ↑   (PDF).   [2011-11-05]. （原始内容 (PDF)存档于2012-04-24）.
7. ↑  https://m.youtube.com/watch?feature=youtu.be&v=Fj-kBH3s-GU

## 外部連結
- （英文）—精密國際官方頁面
- （英文）—說明手冊
- （英文）—Modern Firearms—Accuracy International AI AX 308 and AXMC Multi-caliber Sniper Rifle （页面存档备份，存于）
- （英文）—Hinterland Outfitters.com—Accuracy International AX Sniper Rifle AX308, 308 Win, Bolt-Action, 20 in Fluted Muzzle Break BBL, Blue Finish, 10 Rd （页面存档备份，存于）
- （英文）—Mile High Shooting Accessories—Accuracy Int. AX Series MILE HIGH SHOOTING ACCESSORIES[永久]
- （英文）—The Firearm Blog.com—Accuracy International AX338 and AX AICS （页面存档备份，存于）
- （英文）—The Truth About Guns.com—TTAG To Test Accuracy International AX 308 （页面存档备份，存于）
- （英文）—EuroOptic.com—Accuracy International AX308 Rifle （页面存档备份，存于）
- （英文）—Sporting Services - Accuracy International Rifles - AX Series
- （英文）—YouTube上的2011 ACCURACY INTERNATIONAL AX7.62x51 AX338LM AX300AI AX50
- （简体中文）—D Boy Gun World（槍炮世界）—AX308狙击步枪 （页面存档备份，存于）